# DC Heroes
DC Heroes é um extinto RPG de mesa criado pela Mayfair Games tendo como tema os personagens da DC Comics. Rezam lendas que alguns dos escritores da DC utilizaram o jogo para criar algumas histórias.

## Itens Necessários
- 2 dados de 10 faces
- Ficha dos Jogadores (com os personagens DC ou criados pelos Jogadores)
- Tabelas

## O Sistema
O DC Heroes, principalmente na 3ª Edição, é um sistema bastante completo (com descrições de muitos poderes, perícias, vantagens, desvantagens,…), contudo, de conclusões rápidas e dinâmicas. O sistema, bem versátil, pode ser utilizado não só para DC, mas para qualquer outro tipo de ambientação que o mestre desejar.

### Pontos de Atributo (APs)
Os APs são a unidade universal de medida no sistema, peso, distância, tempo, dinheiro, etc.. assim como os Poderes e Perícias dos personagens, enfim, tudo é medido em APs, um AP vale por exemplo:
Peso -23 quilos
Distancia - 3m
Tempo - 4 segundos
Volume - 28 litros
Dinheiro - US$ 25
Informação - 1 parágrafo
Outra ponto é que os valores dobram a cada nível de AP, ou seja, se 1AP=3m então 2APs= 6m, 3AP= 12m, etc.. É isso que possibilita medir e usar dados que se tornariam complicados em outros sistemas como o peso de um prédio, o poder de uma bomba atômica, a distancia entre duas estrelas, etc.. E APs também podem ter valores iguais ou menores que 0, como por exemplo o peso de um rato. Em DC Heroes tudo se torna um número fácil de manipular através de cálculos simples como estes:
Tempo = Distância - Velocidade ou Distância de arremesso = Força - Peso
Então depois de se fazer uma conta de menos ou de somar, se consulta o valor na tabela e diz: "Você arremessou o carro-bomba a 1km de distância, ele explodiu numa área deserta e ninguém se feriu" ou ainda "Se você usar sua supervelocidade conseguirá chegar lá antes do avião dos bandidos com uma folga de 15 minutos".

### Pontos de herói (Hero Points)
Os Hero Points são utilizados para a construção do personagem no início do jogo e após isso, são ganhos ao final da aventura como pontos de experiência, e podem ser usados para modificar jogadas de dados, negar dano, ou evoluir o personagem através do incremento de Atributos, Poderes e Perícias ou livrar-se de desvantagens adquiridas na criação do personagem ou no decorrer do jogo.
O fato dos Hero Points poderem ser usados para modificar jogadas de dados, serve principalmente, para refletir a experiência do personagem. Batman por exemplo, é apenas um humano, no limite da perfeição mas ainda humano. Porém, sua grande experiência (leia-se muitos Hero Points para gastar), somada as perícias e equipamentos especiais que possui, o tornam mais do que páreo para um meta-humano poderoso ou ainda um pequeno grupo de supers iniciantes.
O sistema de Hero Points também permite reproduzir as improbabilidades muitas vezes vistas nos quadrinhos, desenhos, filmes, etc.. como um herói usando todas suas forças em um único golpe para derrotar um inimigo mais poderoso, identificar um artefato alienígena, etc..
O mestre também pode "controlar" a evolução dos personagens através do Hero Points, não somente os distribuindo em menor quantidade, mas também criando situações aonde os jogadores tenham que gastar os mesmos.

### Criação de Personagens
Em DC Heroes os personagens são criados com uma certa quantidade de pontos, assim como em GURPS e Storyteller, chamada Base de Pontos de Herói. Paga-se uma certa quantidade de pontos para ter-se um certo nível de Atributo, Vantagem, Perícia ou Poder. O jogador tem ainda, opção de não gastar todos os pontos durante a criação, deixando o restante para a reserva de Pontos de Herói (Hero Points) e usá-los quando for necessário durante o jogo.

### Atributos
Os atributos são as habilidades naturais dos heróis, independentes de qualquer Vantagem, Poder ou Perícia, e são medidos em APs. O que na prática significa dizer que: alguém com Força 4 é até 2 vezes mais forte que alguém com Força 3 e assim por diante. O sistema possui nove atributos básicos e um derivado.
- Destreza (DEX): Representa a habilidade manual e agilidade do personagem
- Força (STR): A capacidade de erguer pesos e suportar cargas
- Corpo (BODY): A saúde geral e resistência padrão a dano físico
- Inteligência (INT): Aptidão de pensar rapidamente e seu conhecimento dos fatos
- Vontade (WILL): A habilidade de tirar conclusões e força de vontade em geral
- Mente (MIND): Resistência a stress e a ataque mental
- Influencia (INFL): O poder de presença e personalidade do personagem
- Aura (AURA): Como sua personalidade interfere nas ações de outros e também indica seu poder mágico
- Espírito (SPIRIT): A resistência mística e a reflexão do nível de resolução espiritual do personagem

Para uma idéia do que os níveis de atributos de DC Heroes podem fazer, clique aqui.
Os atributos podem ser subdivididos como mostra a tabela abaixo:
|                  | Ação/Oposição | Efeito | Resistência |
| Físicos          | DEX           | STR    | BODY        |
| Mentais          | INT           | WILL   | MIND        |
| Místicos/Sociais | INFL          | AURA   | SPIRIT      |

O Atributo derivado é a Iniciativa (Initiative), que é a soma de DEX + INT + INFL, e pode ser modificado por situações, Poderes, Perícias e/ou Vantagens especificas, ou ainda, Hero Points. Ele é usado apenas nas situações de combate. Joga-se um 1D10 e soma-se o valor à iniciativa, os menores valores declaram sua ação primeiro, porém os maiores valores agem primeiro. Ou seja, os mais rápidos conseguem antecipar os movimentos do adversário.

### Vantagens e Desvantagens
As Vantagens são características únicas de cada personagem que o auxiliam durante o jogo, enquanto as Desvantagens atrapalham. As vantagens custam pontos para serem adquiridas, enquanto as desvantagens dão pontos, que podem ser gastos com outras coisas. Como vantagem podemos citar Liderança ou Sorte, e como desvantagens um Arqui-inimigo ou uma Fobia grave. A maioria delas tem custo fixo, enquanto em outras esse custo pode variar em função da intensidade/severidade da mesmas.

### Poderes e Perícias
Os poderes e perícias são o que tornam os personagens diferentes das pessoas comuns e dos outros personagens. As perícias são os conhecimentos e habilidades adquiridos através de estudo ou treino ao longo da vida do personagem até o momento da sua criação.
Os poderes são, por sua vez as habilidades que diferenciam os personagens "supers" dos humanos normais, como visão de raios-x, teletransporte, supervelocidade, rajadas de energia, etc..
Tanto os Poderes quanto as Perícias tem dois custos, um custo base e o custo por nível. O custo base é aquele que você paga apenas para ter o poder ou perícia em nível 0, ou seja você ainda não pode usa-los. A partir do custo base cada Poder ou Perícia tem um custo por nível que é pago de acordo com o nível desejado.
Alguns Poderes e Perícias têm a opção de serem ligados diretamente a um Atributo. Isso faz com que o seu custo por nível se torne mais baixo, porém limita os mesmos ao valor máximo do Atributo. Por exemplo: Visão de Calor pode ser ligado com Inteligência. Se um personagem possui visão de calor 6 e Inteligência 6 tudo bem, mas se ele desejar aumentar sua Visão de Calor para 8 ele precisa primeiro, aumentar o valor da sua Inteligência para 8 para depois poder aumentar o seu nível de Poder.
Ligar poderes é vantajoso apenas quanto se tem muitas Perícias ou Poderes que possam ser ligados a um mesmo Atributo.

### Motivação
Uma etapa muito importante da criação de qualquer personagem, de RPG ou não, é saber o que o impulsiona e incentiva a viver e ser como ele é, saber sua Motivação. Em DC3rd foi feita uma análise dos heróis e vilões do quadrinhos que resultaram nos arquétipos apresentados a seguir. Óbvio que, tanto o mestre quanto os jogadores podem utilizar outras que acharem melhor, mas as apresentadas descrevem a maioria dos heróis e vilões encontrados nas HQs.
Motivações de Heróis
- Manter o bem (Upholding the Good): o herói defende os valores mais nobres do ser humano - verdade, bondade, compaixão, caridade, etc.. Sempre respeita as leis e tenta ajudar os mais fracos. Pode ser visto por alguns como careta, escoteiro, etc.. mas desfruta sempre de grande prestígio com o público. É o herói na sua acepção mais clássica. Ex.: Superman.
- Responsabilidade do poder (Responsability of Power): "grandes poderes vêm com grandes responsabilidades" é basicamente a linha de pensamento do herói com essa motivação. Ele tem habilidades fora do comum e por isso se sente na obrigação de ajudar os outros.

Ex.: Lanterna Verde.
- Buscando Justiça (Seeking Justice): o herói vive uma verdadeira cruzada contra os malfeitores. Não se importando se para isso ele vai precisar quebrar leis ou braços, a justiça tem que ser feita - a qualquer preço. É normalmente um herói obcecado e solitário. Ex.: Batman.
- Emoção da aventura (Thrill Of Adventure): Bater nos bandidos, salvar o dia e ainda fazer sucesso com o sexo oposto - o que mais alguém pode querer? Muitos heróis jovens e/ou iniciantes tem essa motivação; adoram o combate, são bravos, porém descuidados, e por vezes acabam protagonizando cenas cômicas. É completamente o oposto a "poder indesejado". Ex.: Superboy, Guy Gardner.
- Poder indesejado (Unwanted Power): Tudo que o herói queria era ter uma vida comum como eu e você. Mas o cruel destino fez com que ele recebesse esses poderes, e agora ele tem que viver com isso. Ele enxerga seu poder quase que como uma doença, da qual quer se curar. Normalmente se junta a grupos de pessoas como ele para buscar aceitação e esquecer a rejeição dos "normais". É um personagem com ótimo potencial dramático, que tentará levar uma vida normal tanto quanto for possível. Ex.: Cyborg.

Motivações de Vilões
- Mercenário (Mercenary): O personagem faz o que faz por um único motivo: dinheiro. Não importa o que, quando e quem, desde de o pagamento seja bom. Apesar de não acreditar em valores ou leis, ele muitas vezes possui seu próprio código de honra que limita o quão "mau" ele pode ser. Mas nem todos tem essa conduta. Ex.: O Pingüim, O Violinista
- Niilista (Nihilist): Esse vilão deseja acima de tudo a destruição completa e absoluta de tudo a sua volta. Quanto mais for destruído, quanto mais mortes houver, tanto melhor. Possuindo um ódio inexplicável por tudo o que há, ele pode ser tanto um suicida alucinado com uma bomba nuclear como aquele que arquiteta o nosso fim num tabuleiro de xadrez. Ex.: Anti-Monitor, Solomon Grundy.
- Psicopata (Psychopathic): O personagem é dominado for um fluxo incontrolável de emoções negativas: medo, ódio, inveja, etc.. e isso faz com que eles cometa as maiores atrocidades sem sentir remorsos. Ele pode ser simplesmente louco ou ter uma moral distorcida e malévola. Não se importa de matar e seus sentimentos e razões são incompreensíveis para qualquer outra pessoa. Ex.: O Coringa, Lobo.
- Fome de Poder (Power Lust): Tudo que o vilão quer é dominar - o país, o mundo, a galáxia ou talvez o universo inteiro. Ele fará tudo o que julgar necessário para atingir seu objetivo. Ele pode ser traiçoeiro, honrado ou megalomaníaco, pode por vezes se ocultar sob o disfarce de líder e levar vários a segui-lo. Por outras é um respeitável e/ou influente membro da nossa sociedade. É um dos tipos mais comuns, perigosos e astutos de vilão. Ex.: Lex Luthor.
- Caçador de Emoções (Thrill Seeker): semelhante à "emoção da aventura", este vilão está no mundo do crime porque "é legal", ele sente prazer na contravenção, ou simplesmente gosta de atormentar os heróis. Usualmente não é muito amante do combate, se perceber que as coisas podem virar contra ele, não hesita em fugir. Raramente usa de violência desnecessária. São relativamente inofensivos se comparados com outros tipos de vilões. Ex.: Mulher Gato, Mr. Mxyzpltk.

### Riqueza
A Riqueza mede o nível de "conforto financeiro" do personagem, indica quanto de dinheiro ele tem à sua disposição. Como tudo no sistema que tem um valor, a Riqueza também é medida em APs. A principal diferença é que não se pode melhorar seu nível de Riqueza com Hero Points. Então como funciona?
A cada mês em tempo de jogo, é feita uma rolagem de dados usando-se o nível de Riqueza do personagem nas tabelas de Ação e Resultado. Um certo número de sucessos mantém sua situação estável, alem desse valor sua Riqueza aumenta, significando por exemplo uma promoção ou até uma herança inesperada.
Resultados abaixo do necessário fazem com que você diminua seu nível de riqueza, o personagem pode ter perdido o emprego, ter prejuízo com sua empresa, etc… Se um personagem atingir 0 APs em riqueza significará que ele está totalmente falido…

### Toques finais
Tendo montado todo o seu personagem e feito a checagem dos pontos é hora de acrescentar alguns detalhes, como elaborar seu histórico, definir sua profissão, aparência, uniforme (se ele usa um) e outros minúcias que não influam diretamente no jogo mas que dêem mais riqueza e profundidade ao seu personagem. Agora é só anotar os dados na planilha e começar a jogar!

### Rolagem dos Dados
A regra do jogo é bem simples, todas as resoluções envolvem uma única rolagem de dados, no caso 2D10 (com exceção da iniciativa, onde só se rola 1 D10 + o valor da Initiative do personagem). Vamos simular uma situação corriqueira: O jogador, no papel de Batman, encontra um suspeito e começa a fazer perguntas, então…
Batman
DEX: 9   STR: 5   BODY: 6
INT: 12   WILL: 12   MIND: 10
INFL: 10   AURA: 8   SPIRIT: 10
Initiative: 35   Hero Points: 150
Skills: Charisma: 12*
- Só estão transquitas aqui os atributos necessários para a explicação

Meliante
DEX: 3   STR: 3   BODY: 3
INT: 3   WILL: 3   MIND: 3
INFL: 3   AURA: 3   SPIRIT: 3
Initiative: 9   Hero Points: 10
1º) O mestre consulta os valores de Ação (AV – ou seja, o valor que o personagem irá utilizar para o "ataque") e Oposição (OV – o valor que o outro personagem irá utilizar para se defender, esquivar…) pertinentes na Tabela de Ação (Action Table - abaixo), no cruzamento dos dois valores estará um número, é esse número que o jogador precisa tirar somando-se os números dos dados(2D10).
- Batman vai interrogar um malandro, ele tem Carisma (Charisma) 12, que será o seu AV, e o meliante tem Influência (INFL) 3, que será o seu OV. Cruzando os valores na Tabela (Action Table) obtemos 4, ou seja, Batman precisa joga 2D10, e no somatório dos dois dados, tirar 4 ou mais. Vamos supor que ele tirou 7 e 3 nos dados então, 7+3=10. Ele foi muito bem sucedido na sua ação.
2º) Uma vez tendo sido bem sucedido, precisamos saber agora qual foi o grau de efetividade da ação. O mestre consulta agora os valores de Efeito (EV) e Resistência (RV) na Tabela de Resultados (Result Table - abaixo), no cruzamento dele estará um número. É esse número que indica a eficácia da ação bem sucedida, no nosso exemplo:
- Batman tem Carisma 12, que será o EV, e o malandro Espírito (Spirit) 3, que será o seu RV. Ao cruzarmos esses valores obtemos 9, um número muito maior do que o próprio atributo da vítima, no caso 3. O NPC então conta a Batman tudo o que sabe.
Numa situação de combate a coisa ocorreria da mesma maneira, usaríamos o valor da Destreza (DEX) / Perícia (Skill) / Poder (Power) de ataque pertinente como valor de Ação (AV) e o valor da Destreza (DEX) / Poder / Perícia apropriada como valor de Oposição (OV). Em caso de sucesso, o mestre então consultaria a Força (STR) / Poder / Perícia do atacante contra o Corpo (BODY) / Poder / Perícia do atacado. O número obtido na tabela seria o valor do dano, a ser diretamente subtraído dos Pontos de Vida. Os Pontos de Vida são sempre os atributos utilizados como OV, ou seja, no caso de combate o BODY. Em outros casos, como ataques mentais ou místicos, os Pontos de Vida serão ou Mind ou Spirit. Assim sendo, Batman tem 6 Pontos de Vida para ataques físicos (BODY: 6), 10 Pontos de Vida para ataques mentais (MIND: 10) e 10 Pontos de Vida para ataques místicos (SPIRIT: 10).
Na tabela AV/OV (Action Table) existem números que estão em negrito. Esses números representam bônus especiais. Toda vez que um personagem tirar nos dados mais do que 11, ele terá uma vantagem. Vamos ver mais um exemplo:
1º) Batman percebe que mesmo tendo obrigado o bandido a contar tudo que ele sabia, o meliante sente-se apavorado e ataca. Os dois rolam suas iniciativas (Initiative). Batman tira 2 que ira somar ao valor 35 de sua iniciativa, resultando no número 37. O bandido tira um 7 que somará a sua iniciativa de 9, resultando no número 16. Como Batman teve o maior resultado, ele ataca primeiro.
2º) Batman, sabendo que o vilão não é muito treinado, apenas o ataca com um simples soco. Ele usará como atributo de ataque (AV) a sua destreza (DEX) que é 9. O meliante, que não possuí nenhum tipo de arte marcial, também irá se esquivar usando sua destreza (DEX) que é 3. Cruzando os dois valores na Tabela de Ação (Action Table), vimos que o Batman precisa tirar um 5 em dois D10. Batman rola os dados e tira um 9 e um 5, que somados dão o número 14. Bem, como esse núermo foi o maior que o valor 11 (que está em negrito na tabela), nós temos que contar a quantidade de casa para a direita da tabela. Ou seja, com o número 14, Batman passou pela casa 11 (em negrito) e pela casa 13 (em negrito) na tabela. Dessa forma, Batman ganhou duas casas para o resultado na próxima tabela.
3º) Na próxima tabela (Result Table) iremos ver quanto o Batman foi preciso em seu golpe, ou seja, veremos quanto ele tirou de energia do meliante. Dessa vez cruzaremos os valores da Força (STR) do Batman, que é o número 5, contra o corpo (BODY) do meliante, que é o valor 3. Cruzando os dois valores na Tabela de Resultado (Result Table), encontramos o número 2. Como o corpo do bandido também é a sua energia para ataques físicos, o bandido ficou apenas com 1 ponto de energia. Bem, não podemos esquecer que na rodada de ação, Batman conseguiu duas colunas de bonus (quando seu resultado passou pelos números 11 e 13). Dessa vez, na Tabela de Resultado, nós moveremos as duas colunas de bônus do Batman para a esquerda. Dessa forma, o resultado do Batman saí do número 2, passando pelo número 3 e chegando a letra A (que significa o valor equivalente do atacante naquele atributo, ou seja, no caso do Batman: STR: 5). Então, Batman deu 5 de dano ao bandido, que o deixa desmaiado (já que sua energia chegou abaixo de 0). Quando uma energia chega ao seu valor negativo, no caso do bandido -3 (se ele tivesse tomado 6 de dano do Batman, por exemplo), aquele personagem morre. Felizmente, no sistema de regras DC, os personagens podem controlar quanto de dano vão dar, não precisando usar toda a força do seu golpe (ou seja, se ele quisesse, Batman poderia ter dado menos de 5 de dano).
Ainda há uma situação especial, o Duplo. Sempre que o jogador obtiver dois números iguais numa rolagem de dados, como por exemplo 2 e 2, 5 e 5, etc.. ele conseguiu um Duplo e poderá rolar os dados de novo para aumentar o grau de sucesso da Ação. Ele pode continuar rolando os dados enquanto conseguir Duplos consecutivos. Porém, se ele obtiver 1 e 1, sua ação falha automaticamente, não importando o número de sucessos obtidos antes.
Não importa o tamanho dos valores, basta apenas jogar 2D10 e consultar os mesmos na tabela.
É aqui na rolagem de dados que é permitido usar os hero points em combate. Um personagem pode usar hero points para aumentar av, ov, ev e rv de qualquer atributo perícia ou poder. Batman poderia aumentar seu av para 13 gastando 4 hero points ou seu ev para 9 também gastando 4 hero points e outras combinações nos valores.
Há um limite de hero points que podem ser usados para aumentar um valor. Esse limite é igual ao valor de av, ov, ev ou rv. Por exemplo: Batman que tem dex 9 pode gastar no máximo 9 hero points de uma única vez na sua av e ov e pode gastar no máximo 5 hero points em seu ev e 6 em seu rv. Digamos que Batman vai socar o coringa ele tem dex9 e str 5, então ele pode aumentar seu ataque para av 18 e ev 10
durante a fase se quiser derrubar logo o coringa.

## Outros Sistemas
Diversos RPGs foram já criados com este tipo de ambientação. Segue uma pequena lista:
Marvel Comics - os personagens desta editora já foram a fonte de três RPGs:
Marvel Super Heroes, pela extinta TSR
Marvel Super Heroes Adventure Game, pela WotC, caracterizado pelo sistema SAGA, que usa cartas ao invés de dados, utilizado na ambientação de Dragonlance, quinta edição.
Marvel Universe Role-Playing Game, pela Marvel Publishing Group, caracterizado pela ausência de dados ou outros elementos aleatórios.
DC Comics Group - três rpgs já foram baseados nos personagens desta editora:
DC Universe, pela West End Games, com uma variante de seu Sistema d6, criado originalmente para o Ghostbusters RPG (1986) usado também em Star Wars RPG (1987-1998) e adotado depois em outras ambientações franqueadas. As críticas e o resultado não foram muito bons, e eles perderam a licença.
Em 2010, foi publicado um suplemento para Mutants and Masterminds: da Green Ronin Publishing, cujo sistema é uma variante do sistema d20.
Outros RPGs de nota:
GURPS Supers: chegou a ter uma linha de mundo própria, abordando as façanhas dos IST - International Super Teams.
Hero System: atualmente em sua quinta edição, conhecido por suas sólidas regras e fiel base de fãs. É o sistema por trás de Champions e seus derivados.

## Publicações
Entre 1985 e 1993, Mayfair publicou os seguintes livros relacionados a DC Heroes:
| Number | Title                                                 |
| ------ | ----------------------------------------------------- |
| 201    | DC Heroes First Ed. Rules [Boxed Set]                 |
| 202    | H.I.V.E.                                              |
| 203    | Blood Feud                                            |
| 204    | Siege                                                 |
| 205    | Batman Sourcebook (1st ed.)                           |
| 206    | Wheel of Destruction                                  |
| 207    | All That Glitters                                     |
| 208    | Project: Prometheus                                   |
| 209    | Countdown to Armageddon                               |
| 210    | Doomsday Program                                      |
| 211    | Four Horsemen of Apokolips                            |
| 212    | Night in Gotham                                       |
| 213    | Legion of Superheroes, Volume I                       |
| 214    | Hex: Escort to Hell                                   |
| 215    | Fire and Ice                                          |
| 216    | Legion of Superheroes, Volume II: The World Book      |
| 217    | King of Crime                                         |
| 218    | Don't Ask                                             |
| 219    | Lines of Death                                        |
| 220    | When a Stranger Calls                                 |
| 221    | Eternity, Inc.                                        |
| 222    | Element of Danger                                     |
| 223    | Pawns of Time                                         |
| 224    | Knight to Planet 3                                    |
| 225    | Mad Rook's Gambit                                     |
| 226    | King for All Time                                     |
| 227    | Who Watches the Watchmen                              |
| 228    | Dream Machine                                         |
| 229    | Rigged Results                                        |
| 230    | Belle Reve Sourcebook                                 |
| 231    | Lights, Camera, Kobra                                 |
| 232    | Hardware Handbook                                     |
| 233    | Superman Sourcebook (1st ed.)                         |
| 234    | Green Lantern Corps Sourcebook                        |
| 235    | Taking Out the Trash                                  |
| 237    | Blitzkrieg                                            |
| 238    | Moonshot                                              |
| 239    | Strangers in Paradise                                 |
| 240    | City of Fear                                          |
| 241    | Justice League Sourcebook                             |
| 242    | Operation: Atlantis                                   |
| 243    | War of the Gods                                       |
| 244    | Apokolips Sourcebook                                  |
| 245    | DC Heroes Second Ed. Rules [Boxed Set]                |
| 246    | Batman Sourcebook (2nd ed.)                           |
| 247    | Atlas of the DC Universe                              |
| 248    | Come on Down                                          |
| 249    | Otherwhere Quest                                      |
| 250    | Deadly Fusion                                         |
| 251    | Law of Darkness                                       |
| 252    | New Titans Sourcebook                                 |
| 253    | In Hot Pursuit                                        |
| 254    | Watchmen Sourcebook                                   |
| 255    | Magic Sourcebook                                      |
| 256    | Swamp Thing Sourcebook                                |
| 257    | World At War Sourcebook                               |
| 258    | Superman Sourcebook (2nd ed.)                         |
| 259    | World in the Balance                                  |
| 260    | Who's Who in the DC Universe (Vol. 1)                 |
| 261    | Who's Who in the DC Universe (Vol. 2)                 |
| 263    | 2995: The Legion of Super-Heroes Sourcebook           |
| 264    | Who's Who in the DC Universe (Vol. 3)                 |
| 265    | DC Technical Manual: S.T.A.R. Labs 1993 Annual Report |
| 267    | DC Heroes Third Ed. Rules                             |
| 299    | Batman Role-Playing Game                              |